# Реца
Реца (слч. Reca) насељено је мјесто са административним статусом сеоске општине (слч. obec) у округу Сењец, у Братиславском крају, Словачка Република.

## Становништво
| Година:    | 1994. | 2004.   | 2014.    | 2024.    |
| ---------- | ----- | ------- | -------- | -------- |
| Број људи: | 1227  | 1244    | 1437     | 1729     |
| Разлика:   |       | +1,38 % | +15,51 % | +20,32 % |

| Година:    | 2023. | 2024.   |
| ---------- | ----- | ------- |
| Број људи: | 1730  | 1729    |
| Разлика:   |       | -0,05 % |

Према подацима о броју становника из 2011. године насеље је имало 1.401 становника.